# 特拉曼
特拉曼（法語：Tramain，法語發音：[tʁamɛ̃]）是法国阿摩尔滨海省的一个市镇，位于该省东部，属于迪南区。

## 地理
特拉曼（48°24'4"N, 2°24'7"W）面积9.25 平方千米，位于法国布列塔尼大區阿摩尔滨海省，该省份为法国西北部沿海省份，位于布列塔尼半岛北部，北濒大西洋英吉利海峡，西接菲尼斯泰尔省，南至莫尔比昂省，东临伊勒-维莱讷省。
与特拉曼接壤的市镇（或旧市镇、城区）包括：瑞贡莱拉克、普莱内瑞贡、普莱唐。
特拉曼的时区为UTC+01:00、UTC+02:00（夏令时）。

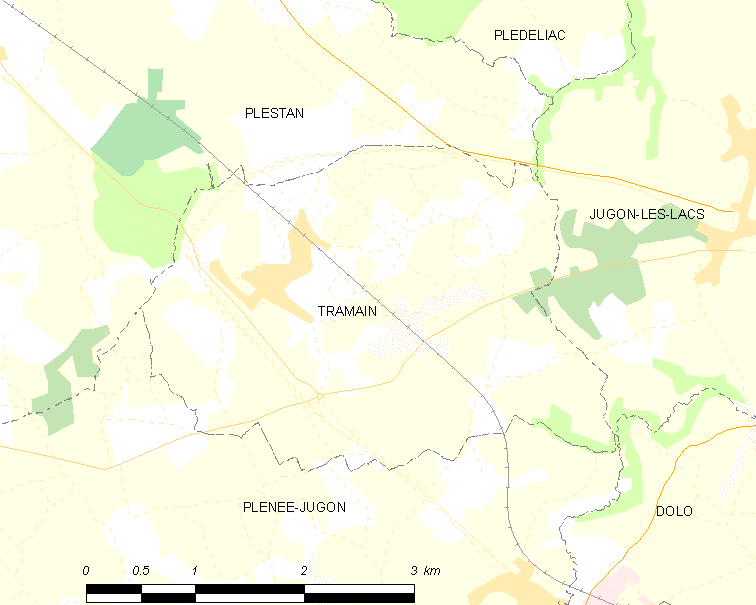
特拉曼的OSM定位图

## 行政
特拉曼的邮政编码为22640，INSEE市镇编码为22341。

## 政治
特拉曼所属的省级选区为普莱内瑞贡县。

## 交通
法国国道N12线和DN176线在境内交汇，巴黎－布雷斯特铁路经过境内但未设站，此外阿摩尔滨海省省道D44线、D712线和D776线经过境内。

## 人口

1962-2008年间特拉曼人口变化图示

特拉曼于2022年1月1日时的人口数量为700人。